# Ortaören, Bağlar
Ortaören là một xã thuộc quận Bağlar, tỉnh Diyarbakır, Thổ Nhĩ Kỳ. Dân số thời điểm năm 2008 là 301 người.